# Fran Walsh

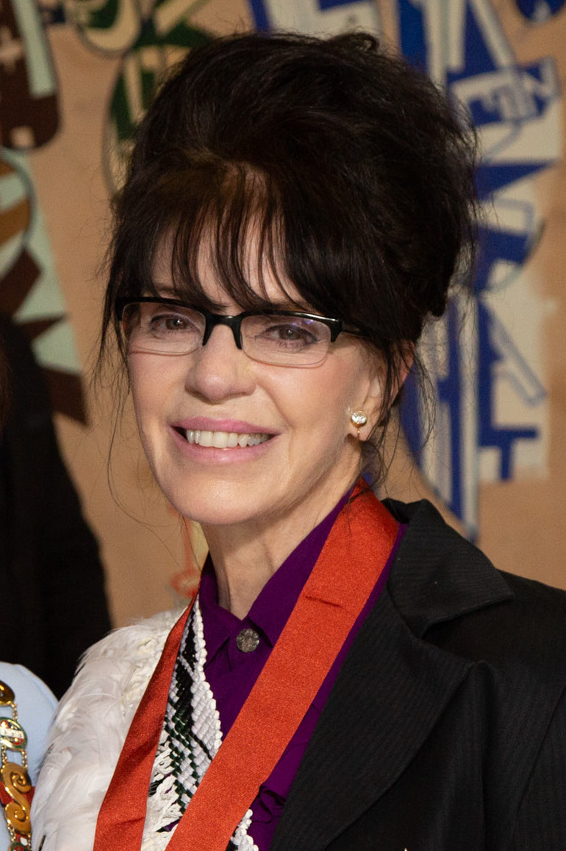
Fran Walsh, 2019

Frances „Fran“ Walsh, DNZM (* 10. Januar 1959 in Wellington) ist eine neuseeländische Drehbuchautorin.
Sie studierte englische Literaturwissenschaften an der Victoria University of Wellington. Schon kurz nach ihrem Abschluss begann sie ihre Karriere als Drehbuchautorin. Seit 1987 ist sie mit dem neuseeländischen Regisseur Peter Jackson liiert. Das Paar hat zwei Kinder: Katie und Billy. Walsh arbeitete an den meisten Drehbüchern der Jackson-Filme mit. An einigen dieser Filme war sie auch als Produzentin beteiligt.

## Arbeit
Zusammen mit Peter Jackson und Philippa Boyens verfasste Walsh das Drehbuch zur Herr-der-Ringe-Filmtrilogie. Außerdem ist sie Ko-Autorin einiger Filmsongs, wie etwa Gollum's Song und Into the West. Fran Walsh war Mitproduzentin der Filmtrilogie und führte bei einigen Szenen Regie. Für die Schreie der Nazgûl wurden am Computer bearbeitete Schreie von Walsh verwendet.
Im Bonusmaterial der Filmtrilogie verzichtete Walsh auf Interviews, Bilder und Videoclips, um ihre Privatsphäre zu schützen. Lediglich zu den Audiokommentaren trug sie bei.
Nach dem Drehbuch für die neuseeländische Neuverfilmung von King Kong adaptierte sie Alice Sebolds Roman In meinem Himmel. Der Film kam international 2009 unter dem Namen The Lovely Bones in die Kinos.
Zusammen mit Peter Jackson und Philippa Boyens erstellte Walsh auch die Drehbuch-Adaption des Romans Der Hobbit von J. R. R. Tolkien.

## Auszeichnungen

### Oscar
- 2004: Bestes adaptiertes Drehbuch für Der Herr der Ringe: Die Rückkehr des Königs
- 2004: Bester Song für Into the West
- 2004: Bester Film für Der Herr der Ringe: Die Rückkehr des Königs

außerdem nominiert:
- 1995: Bestes Original-Drehbuch für Heavenly Creatures

- 2002: Bestes adaptiertes Drehbuch für Der Herr der Ringe: Die Gefährten

### Golden Globe Award
- 2003: Original Song für Into the West,
- 2003: Picture Producer – Drama für Der Herr der Ringe: Die Rückkehr des Königs und je eine Nominierung 2001 und 2002.

### Nebula Award
- 2002: Bestes Drehbuch für Der Herr der Ringe: Die Gefährten
- 2003: Bestes Drehbuch für Der Herr der Ringe: Die zwei Türme,
- 2004: Bestes Drehbuch für Der Herr der Ringe: Die Rückkehr des Königs